# Дановський Борис Іванович
Борис Іванович Дановський (нар. 12 березня 1936, Запоріжжя, УРСР — пом. 6 серпня 2006, Дніпропетровськ, Україна) — радянський футболіст, захисник. Пізніше — тренер. Майстер спорту СРСР.

## Кар'єра гравця
Виступав за запорізьке «Торпедо». У 1955 році був призваний в армію. Проходив службу в місті Чугуїв Харківської області, там він грав в за місцевий клуб у чемпіонаті області. У 1959 році був запрошений в днепроздержинський «Хімік», який виступав у Першій лізі СРСР. За «Хімік» він грав протягом двох років.
У 1961 році Борис перейшов до дніпропетровського «Металурга», на запрошення тренера Михайла Дідевича, з яким він разом працював у «Хіміку». Команда також виступала в Першій лізі СРСР. У 1962 році «Металург» став називатися «Дніпро». У команді він став гравцем основного складу, виступав як капітан. Протягом декількох сезонів не пропустив жодної гри за «Дніпро». Йому належить рекорд клубу за кількістю проведених матчів без замін — 232 гри поспіль (5 сезонів).
У 1967 році йому було присвоєно звання — «Майстер спорту СРСР». Сезон 1968 року команда завершила на третьому місці, а в 1969 році зайняла перше місце в своїй підгрупі. У фінальному турнірі «Дніпро» посів друге місце і не вийшов до вищої ліги. У 1969 році Борис завершив кар'єру гравця.
Дановський є одним з найкращих гвардійців «Дніпра», входячи до першої п'ятірки гравців за всю історію. Увійшов до символічної футбольної збірної Дніпропетровського періоду 1917—1977 років, за опитуванням газети «Днепр вечерний» в 1977 році. У 2010 році сайт Football.ua включив його в список 50 найкращих гравців «Дніпра», де він зайняв 42-ге місце.

## Кар'єра тренера
Після завершення кар'єри гравця став працювати дитячим тренером у школі «Дніпра». У 1975 році була створена СДЮШОР-75, а Дановский став її першим директором. Потім він працював там тренером. Серед його вихованців — Олег Протасов і Володимир Лютий. У сезоні 2001/02 років був начальником команди «Дніпро-3», яка виступала у другій лізі чемпіонату України.
Похований в селі Олександрівка Дніпропетровської області. На згадку про Дановського проводиться дитячий турнір в Олександрівці, там же в честь нього названа вулиця.

## Досягнення
- Перша ліга СРСР
  -  Чемпіон (1): 1969
  -  Бронзовий призер (1): 1968

## Статистика
| Сезон | Клуб                       | Ліга       | Чемпіонат | Чемпіонат | Кубок | Кубок |
| Сезон | Клуб                       | Ліга       | Матчі     | Голи      | Матчі | Голи  |
| ----- | -------------------------- | ---------- | --------- | --------- | ----- | ----- |
| 1959  | «Хімік» (Дніпродзержинськ) | Перша ліга | 24        | 0         | 2     | 0     |
| 1961  | «Дніпро» (Дніпропетровськ) | Перша ліга | 38        | 0         | 1     | 0     |
| 1962  | «Дніпро» (Дніпропетровськ) | Перша ліга | 34        | 0         | 4     | 0     |
| 1963  | «Дніпро» (Дніпропетровськ) | Перша ліга | 34        | 2         | 2     | 0     |
| 1964  | «Дніпро» (Дніпропетровськ) | Перша ліга | 38        | 1         | 1     | 0     |
| 1965  | «Дніпро» (Дніпропетровськ) | Перша ліга | 46        | 3         | 1     | 0     |
| 1966  | «Дніпро» (Дніпропетровськ) | Перша ліга | 34        | 0         | 1     | 0     |
| 1967  | «Дніпро» (Дніпропетровськ) | Перша ліга | 38        | 8         |       |       |
| 1968  | «Дніпро» (Дніпропетровськ) | Перша ліга | 38        | 6         | 1     | 0     |
| 1969  | «Дніпро» (Дніпропетровськ) | Перша ліга | 25        | 2         |       |       |